# Niederkemmerich

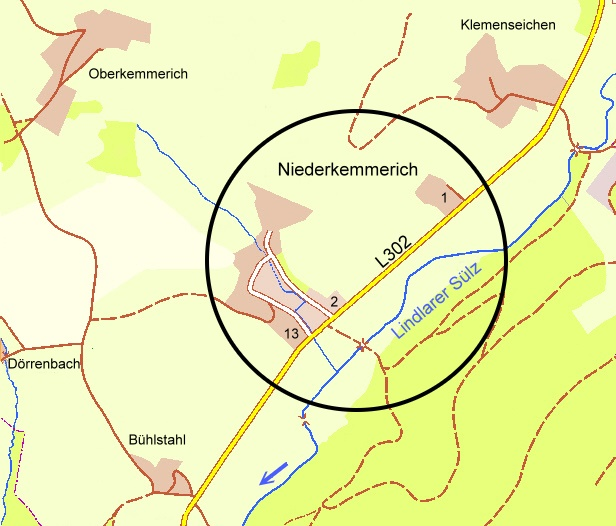
Karte von Niederkemmerich und Umgebung

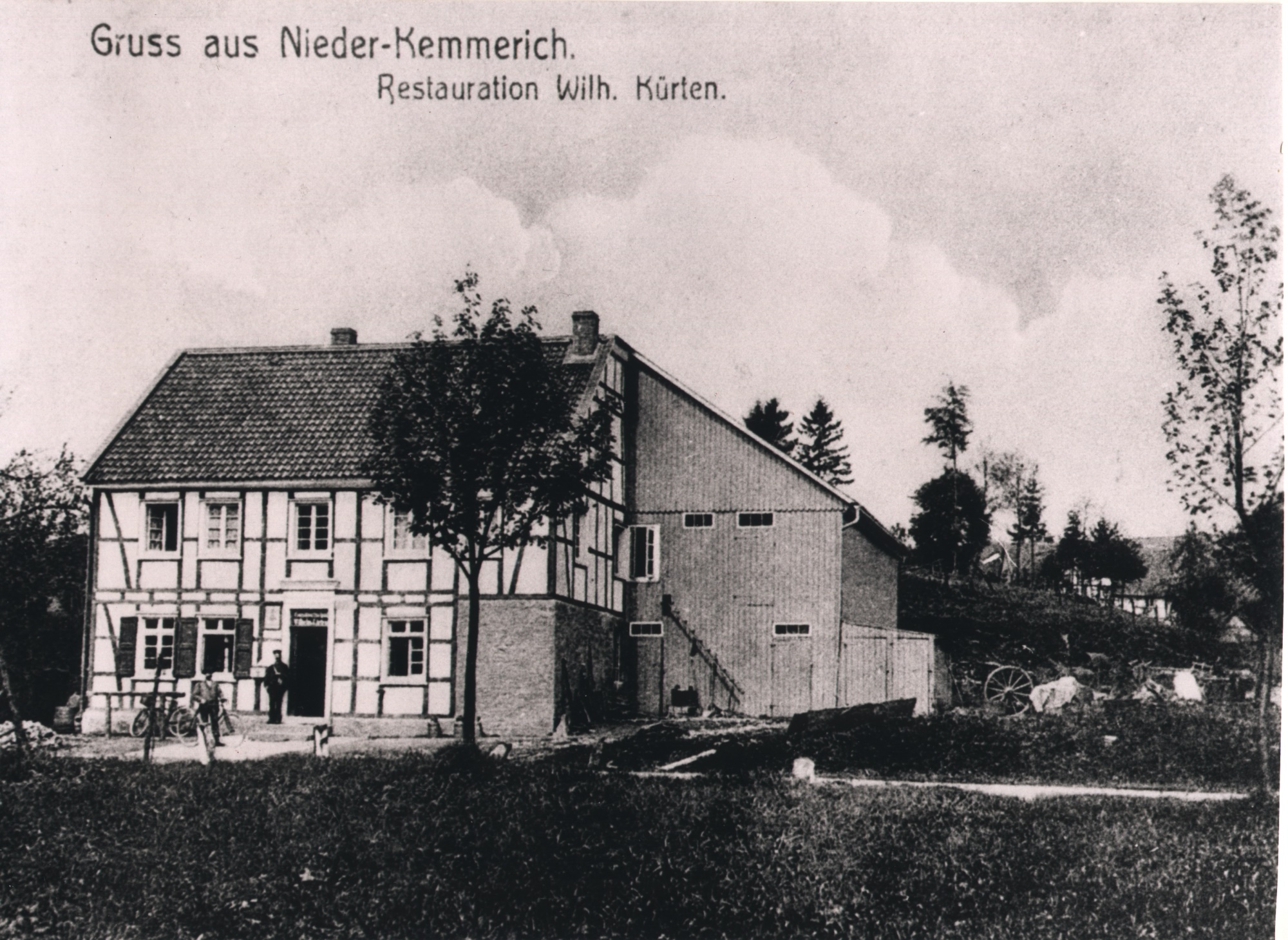
Postkarte Niederkemmerich mit Gaststätte 1900

Postkarte Niederkemmerich mit Gaststätte 1928

Niederkemmerich ist eine Ortschaft  von Wipperfürth im Oberbergischen Kreis im Regierungsbezirk Köln in Nordrhein-Westfalen (Deutschland). Die Ortschaft gehört zum Ortsteil Agathaberg und liegt auf einer Höhe von 238 bis 259 m ü. NN.

## Lage und Beschreibung
Niederkemmerich hat 45 gemeldete Einwohner (Stand 16. Oktober 2009) und liegt im südlichen Wipperfürth an der Landstraße 302 zwischen Dohrgaul und Frielingsdorf.
Der Ortskern umfasst die Hausnummern 2 bis 13, die Hausnummer 1 ist ein Aussiedlerhof und liegt etwa 400 m vom Ortskern entfernt Richtung Klemenseichen.
Nachbarorte sind Oberkemmerich, Klemenseichen, Bühlstahl, Dörrenbach und Vordermühle.
Südöstlich von Niederkemmerich fließt der Bach Lindlarer Sülz.
Wie viele Ortschaften in der Umgebung ist Niederkemmerich nicht an das städtische Trinkwassernetz angeschlossen, sondern hat einen eigenen Wasserverband. Das Wasser für den Ort wird in einem südöstlich im Wald gelegenen Tiefbrunnen gewonnen.

## Geschichte
1378 wurde der Ort das erste Mal urkundlich als Kemeringe erwähnt und zwar „Hartmannus de Kemeringe, Schöffe in Wipperfürth, fungiert als Zeuge bei einer Rentenverschreibung.“
Aus dem Jahr 1858 stammt ein aus Sandstein gefertigtes Wegekreuz, das heute unter Denkmalschutz steht.

### Gaststätte und Pferdestation
1848 wurde an der jetzigen Landstraße 302 ein Bauernhaus errichtet, welches nach Fertigstellung 1850 auch als Gaststätte, Lebensmittelladen und Pferdestation diente. Die Gaststätte erhielt den Namen „Zum Durtsack“, wobei „Durt“ eine alte Bezeichnung für Unkraut im Getreide war.
Zwischen den Bahnhöfen Engelskirchen und Wipperfürth verkehrten Fuhrwerke, die auf ihrem Weg an der Gaststätte vorbei kamen und hier ihre Pferde umspannten.
Nach Besitzerwechseln 1896 und 1916 wurde die Gaststätte in „Zum Rucksack“ umbenannt. Im Zuge der Motorisierung wurde die Pferdestation um das Jahr 1920 aufgelöst, später entfiel auch der Lebensmittelladen. Die Gaststätte selber wurde durchgehend bis zum Jahr 1995 betrieben. Heute wird das Gebäude als Wohnung genutzt.

## Busverbindungen
Niederkemmerich ist über eine Haltestelle der Linie 333 der OVAG (Wipperfürth – Engelskirchen Bf.) an den ÖPNV angebunden.

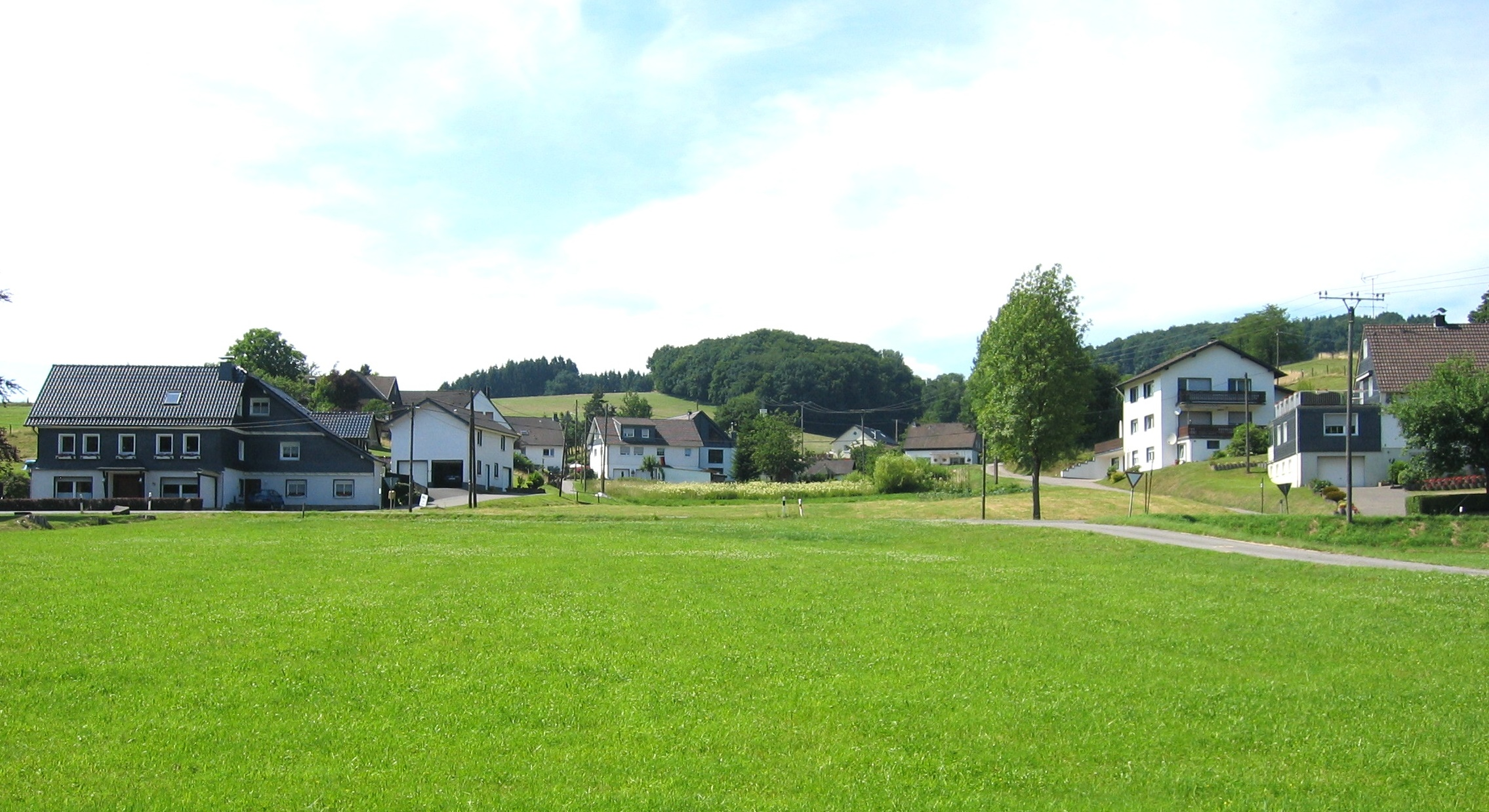
Niederkemmerich von der Lindlarer Sülz aus gesehen
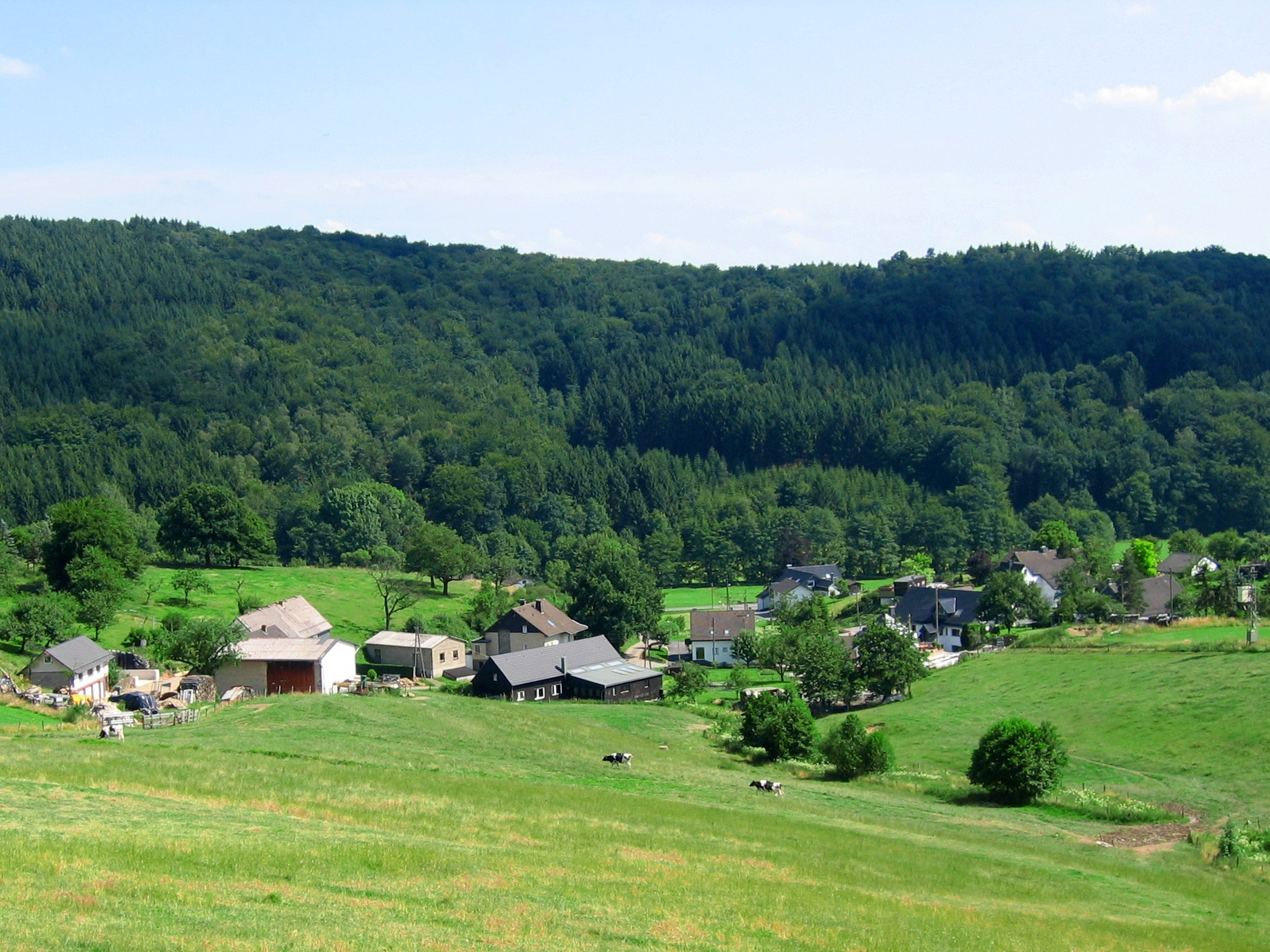
Niederkemmerich von Oberkemmerich aus gesehen
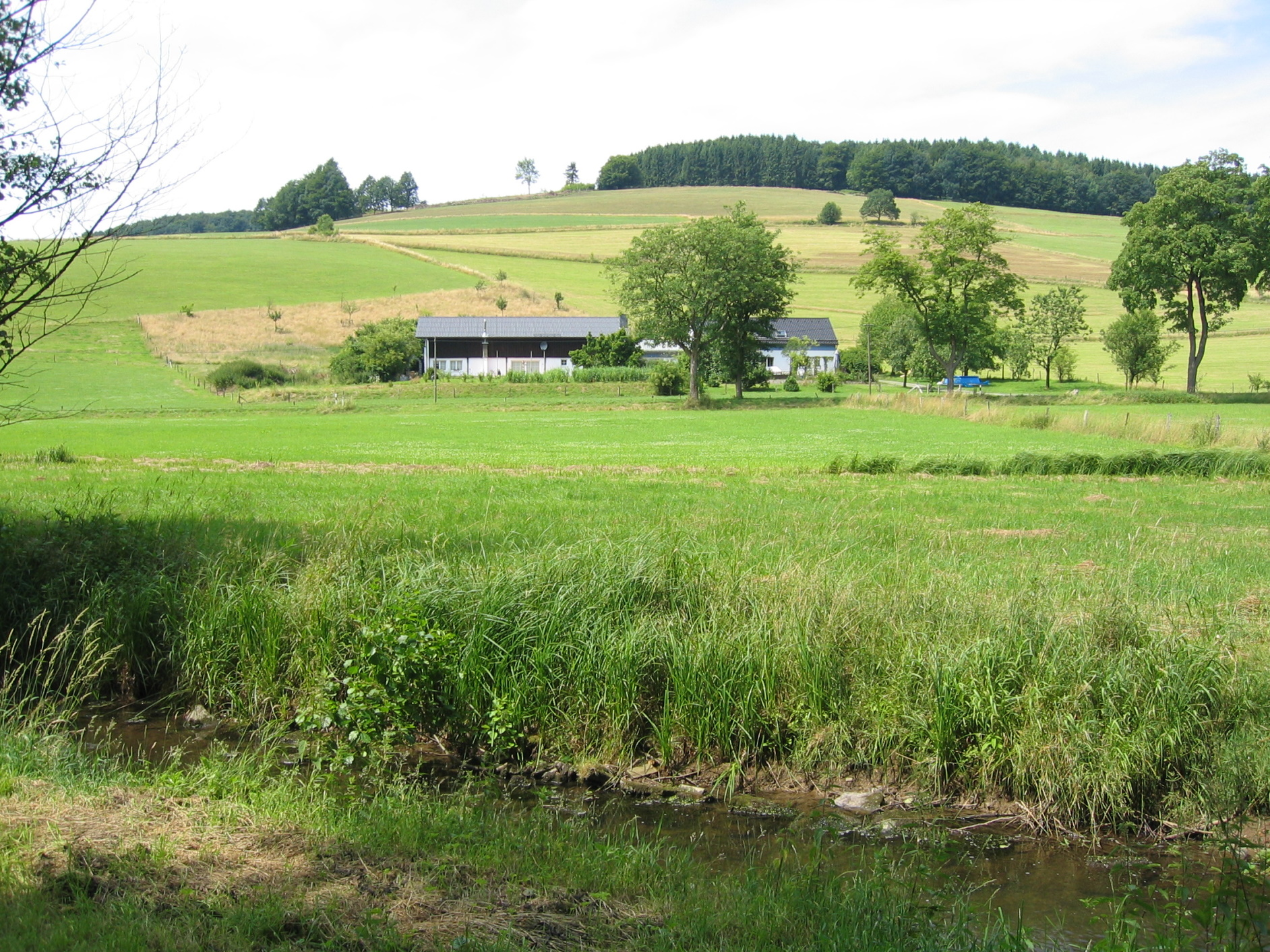
Niederkemmerich Aussiedlerhof (Hausnummer 1)
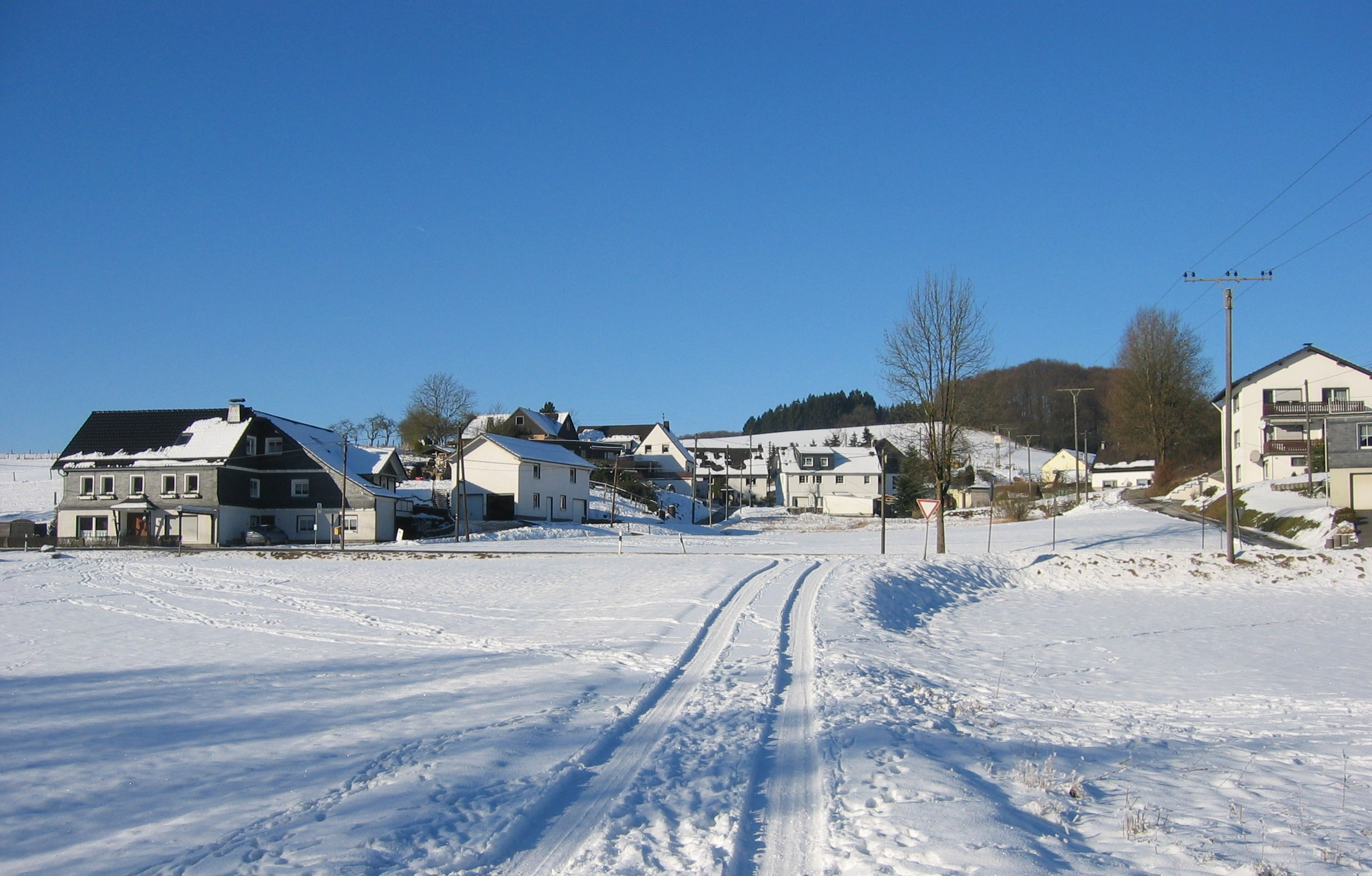
Niederkemmerich im Winter
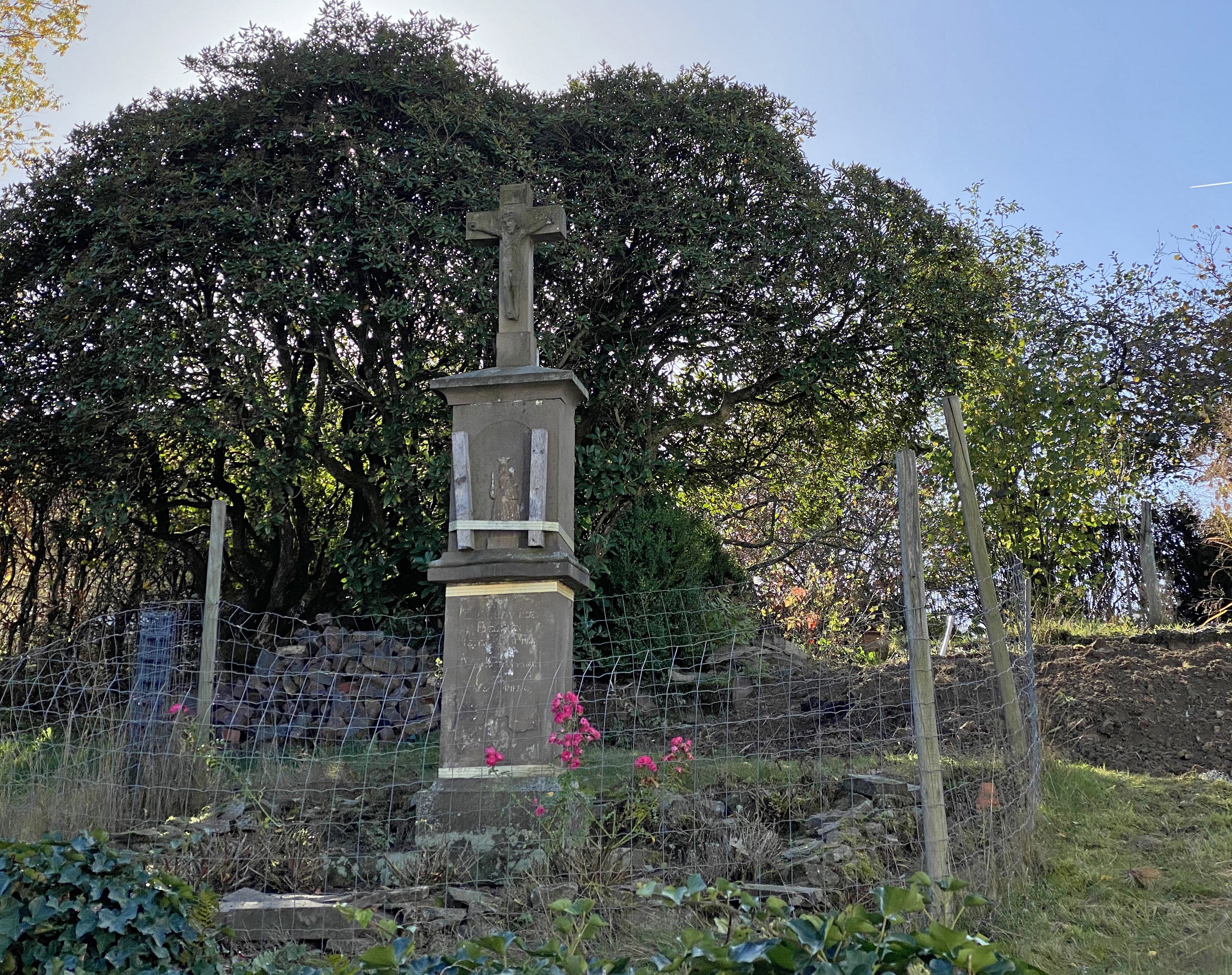
Baudenkmal Wegekreuz (1858)